# Geospizopsis
Genre
Geospizopsis est un genre d'oiseaux Passeriformes de la famille des Thraupidae.

## Liste des espèces
Selon la classification de référence du Congrès ornithologique international (1 janvier 2024), il comporte deux espèces :
- Geospizopsis unicolor (d'Orbigny & Lafresnaye, 1837) – Phrygile gris-de-plomb
- Geospizopsis plebejus (Tschudi, 1844) – Phrygile plébéien

## Classification
Le nom valide complet (avec auteur) de ce taxon est Geospizopsis Bonaparte, 1856.